# Dicétène
Le dicétène est un composé organique formé par dimérisation du cétène. Le dicétène est un membre de la famille des oxétanes et une lactone. Il est utilisé comme réactif chimique en chimie organique. C'est un liquide incolore qui est généralement stabilisé pendant son stockage par, entre autres, du sulfate de cuivre et qui régénère en le chauffant du cétène monomère. Les cétènes alkylés dimérisent aussi facilement pour former des dicétènes substitués.
Le dicétène s'hydrolyse facilement dans l'eau et forme de l'acide acétylacétique, sa demi-vie dans l'eau pure est approximativement de 45 minutes à 25 °C et 2<pH<7. Le dicétène réagit aussi avec les alcools et les amines pour former les dérivés de l'acide acétylacétique correspondants. Le mécanisme est une attaque nucléophile sur le dicétène :
Un exemple est sa réaction avec le 2-aminoindane:
En dépit de sa forte réactivité en tant qu'agent alkylant et contrairement aux β-lactones analogues (β-propiolactone et β-butyrolactone), le dicétène n'est pas cancérigène, probablement en raison de l'instabilité de ses complexes avec l'ADN.
Certains dicétènes avec deux chaînes aliphatiques sont utilisées industriellement pour améliorer l'hydrophobicité de papiers.